# Walerij Popkow
Walerij Iwanowicz Popkow (ros. Валерий Иванович Попков, ur. 21 stycznia?/3 lutego 1908 w Moskwie, zm. 12 grudnia 1984 tamże) – radziecki elektrotechnik, doktor nauk technicznych, akademik Akademii Nauk ZSRR.

## Życiorys
W 1930 ukończył Moskiewski Instytut Mechaniki i Budowy Maszyn, później pracował jako inżynier w kopalni w Dnieprodzierżyńsku i w zakładzie metalurgicznym w Dniepropietrowsku, a od 1932 we Wszechzwiązkowym Instytucie Elektrotechnicznym, od 1936 kierował laboratorium wysokich napięć biura konstruktorskiego Ludowego Komisariatu Sprzętu Wojskowego. W 1943 wstąpił na aspiranturę Instytutu Energetycznego im. G. Krżyżanowskiego Akademii Nauk ZSRR, z którym był związany do końca życia; w 1946 obronił pracę kandydacką. W październiku 1948 został starszym pracownikiem naukowym Instytutu Energetycznego, w 1951 przyjęto go do WKP(b), 23 października 1953 został członkiem korespondentem, a 1 lipca 1966 akademikiem Akademii Nauk ZSRR. W 1957 objął funkcję zastępcy dyrektora Instytutu Energetycznego, od 1959 kierował w nim laboratorium wysokich natężeń, od marca 1965 do marca 1980 był zastępcą dyrektora Wydziału Fizyczno-Technicznych Problemów Energetyki Akademii Nauk ZSRR, później akademikiem-sekretarzem tego wydziału. Jednocześnie, 1974-1978 był przewodniczącym, później wiceprzewodniczącym Międzynarodowej Komisji Energetyki. Został pochowany na Cmentarzu Nowodziewiczym.

## Odznaczenia i nagrody
- Medal Sierp i Młot Bohatera Pracy Socjalistycznej (3 lutego 1978)
- Order Lenina (dwukrotnie)
- Order Rewolucji Październikowej
- Order Czerwonego Sztandaru Pracy
- Nagroda Państwowa ZSRR (1983)
- Nagroda Akademii Nauk ZSRR im. P. Jabłoczkowa

I medale.